# Zhang Fuxin
Zhang Fuxin (chiń. upr. 张阜新; chiń. trad. 張阜新; pinyin Zhāng Fùxīn; ur. 1 września 1961 w Fuxin)  – chiński lekkoatleta, olimpijczyk.
W 1984 roku wystąpił na igrzyskach olimpijskich w Los Angeles. Startował w dwóch konkurencjach: w chodzie na 20 kilometrów (27. miejsce) i w chodzie na 50 km (15. miejsce). Ponadto jest też brązowym medalistą igrzysk azjatyckich z New Delhi z 1982 roku w chodzie na 20 km. Dwukrotny złoty medalista Chińskiej Olimpiady Narodowej 1983.

## Rekordy życiowe
- Chód na 20 kilometrów – 1:23:19 (1985[1])
- Chód na 50 kilometrów – 3:58:14 (1985[1])